# Bernard Fitzalan-Howard, 16. Duke of Norfolk

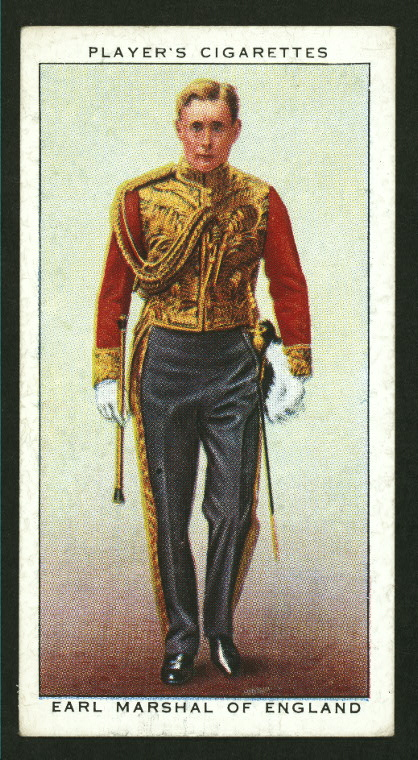
Bernard Fitzalan-Howard, 16. Duke of Norfolk, in der zeremoniellen Uniform des Earl Marshal anlässlich der Krönung Georgs VI. (1937), auf einem Zigarettenbild

Bernard Marmaduke Fitzalan-Howard, 16. Duke of Norfolk (* 30. Mai 1908 in Arundel; † 31. Januar 1975) war ein britischer Adliger.

## Leben
Fitzalan-Howard wurde am 30. Mai 1908 auf Arundel Castle, dem Stammsitz seiner Familie, geboren. Er war der Sohn des Henry Fitzalan-Howard, 15. Duke of Norfolk (1847–1917), aus dessen zweiter Ehe mit Gwendolyn Constable-Maxwell, 12. Lady of Herries of Terregles (1877–1945). Als Heir apparent seines Vaters trug Fitzalan-Howard zu dessen Lebzeiten den Höflichkeitstitel Earl of Arundel and Surrey. Er war noch minderjährig, als er beim Tod seines Vaters 1917 dessen Adelstitel und Würden erbte. Er wurde dadurch 16. Duke of Norfolk, 34. Earl of Arundel, 17. Earl of Surrey, 12. Earl of Norfolk,  24. Baron Maltravers und 14. Baron FitzAlan, Clun and Oswaldestre. Da seine Titel als Duke of Norfolk und Earl of Arundel die ältesten bis heute bestehenden und damit ranghöchsten, nicht-königlichen Titel der Peerage of England sind, war er der Premier Duke and Earl of England. Außerdem erbte er die Würde und das Staatsamt des Earl Marshal of England.
Er besuchte die Oratory School in Woodcote, South Oxfordshire, und diente von 1931 bis 1933 als Lieutenant der Royal Horse Guards in der British Army. 1934 wechselte er zum 4th Battalion des Royal Sussex Regiment der Territorial Army. 1935 war er Bürgermeister seines Heimatortes Arundel in West Sussex und 1936 wurde er in den britischen Kronrat aufgenommen. Ab 1936 amtierte er als Justice of the Peace für West Sussex. Im Zweiten Weltkrieg diente er als Offizier, wurde verwundet, und stieg bis in den Rang eines Majors auf.
Zu seinen Aufgaben als Earl Marshal gehörte unter anderem die Organisation der Krönungen von Georg VI. (1937) und Elisabeth II. (1953) sowie der Investitur von Prinz Charles als Prince of Wales (1969).
Beim Tod seiner Mutter erbte er 1945 auch deren schottischen Adelstitel als 13. Lord Herries of Terregles. Neben der Verwaltung seiner ererbten Güter und der Wahrnehmung seines Sitzes im House of Lords übte er von 1945 bis 1949 auch das Amt eines Deputy Lieutenant von Sussex, von 1949 bis 1974 das Amt des Lord Lieutenant von Sussex und von 1974 bis zu seinem Tod das Amt des Lord Lieutenant von West Sussex aus.
Er interessierte sich insbesondere für Cricket und Pferderennen. 1956/57 war er Präsident des Marylebone Cricket Clubs.

## Orden und Ehrenzeichen
- 1937: Knight Companion des Hosenbandordens
- 1946: Knight Grand Cross des Royal Victorian Order
- 1953: Royal Victorian Chain
- 1968: Knight Grand Cross des Order of the British Empire

## Ehe und Nachkommen
Er heiratete am 27. Januar 1937 Hon. Lavinia Strutt, Tochter des 3. Baron Belper. Aus dieser Ehe gingen vier Töchter hervor:
- Anne Elizabeth Fitzalan-Howard, 14. Lady Herries of Terregles (1938–2014), ⚭ 1985 Colin Cowdrey, Baron Cowdrey of Tonbridge;
- Mary Katharine Fitzalan-Howard, 15. Lady Herries of Terregles (1940–2017), ⚭ 1986 Anthony Mumford, Group Captain der Royal Air Force;
- Lady Sarah Margaret Fitzalan-Howard (1941–2015) ⚭ 1988 Nigel Clutton;
- Theresa Jane Fitzalan-Howard, 16. Lady Herries of Terregles (* 1945) ⚭ 1975 Michael Kerr, 13. Marquess of Lothian.

Er starb 1975. Die älteste Tochter, Lady Anne, erbte die schottische Lordship of Parliament Herries of Terregles, während das Dukedom und die übrigen Titel an den nächsten männlichen Erben, seinen Neffen dritten Grades Miles Fitzalan-Howard, 12. Baron Beaumont, gingen.